# NGC 4473
NGC 4473 é uma galáxia elíptica (E5) localizada na direcção da constelação de Coma Berenices. Possui uma declinação de +13° 25' 47" e uma ascensão recta de 12 horas, 29 minutos e 48,7 segundos.
A galáxia NGC 4473 foi descoberta em 8 de Abril de 1784 por William Herschel.